# Rituale
A rituale vagy rituále hivatalos egyházi szertartáskönyv; a katolikus egyház liturgikus könyveinek egyike. Tartalma elsősorban officium-részletek, de emellett a missaléből és a breviáriumból hiányzó istentiszteleti cselekményeket, így a körmenetek, áldások, az exequiák és a szentségek kiszolgáltatásának részleteit is tartalmazza.
Míg a püspökök számára a pontificale tartalmazza ezeket, a rituale az áldozópapok használatára íródott könyv.
Régente majdnem minden egyházmegyének külön rituáleja volt. A trienti zsinat, bár egységesítésre törekedett, ezeket nem tiltotta el, csak megszabta, hogy az egyházmegyei rituáleknak nem szabad ellentmondásban lenniük a rómaival.
Jelentősek benne az áldásokhoz való antifonák és zsoltárok, a halotti officium és a temetési szertartás énekei, valamint a körmeneti énekek, litániák
A görög szertartású rituálet Euehologion-nak hívják.

## Római Rituále
A katolikus egyházban a legnagyobb tekintélyű a Római Rituále (Rituale Romanum), melyet a régi római Ordók alapján először V. Pál pápa adatott ki (1614), majd XIV. Benedek nézetett át (1752), s végül XIII. Leó állandósított (editio typica, 1884).